# استیو مالینگز
استیو مالینگز (انگلیسی: Steve Mullings؛ زادهٔ ۲۸ نوامبر ۱۹۸۲) دونده اهل جامائیکا است.
وی در مسابقات کشوری و بین‌المللی در مجموع برندهٔ ۲ مدال طلا، ۳ مدال نقره، ۱ مدال برنز شده‌است.